# 簡任

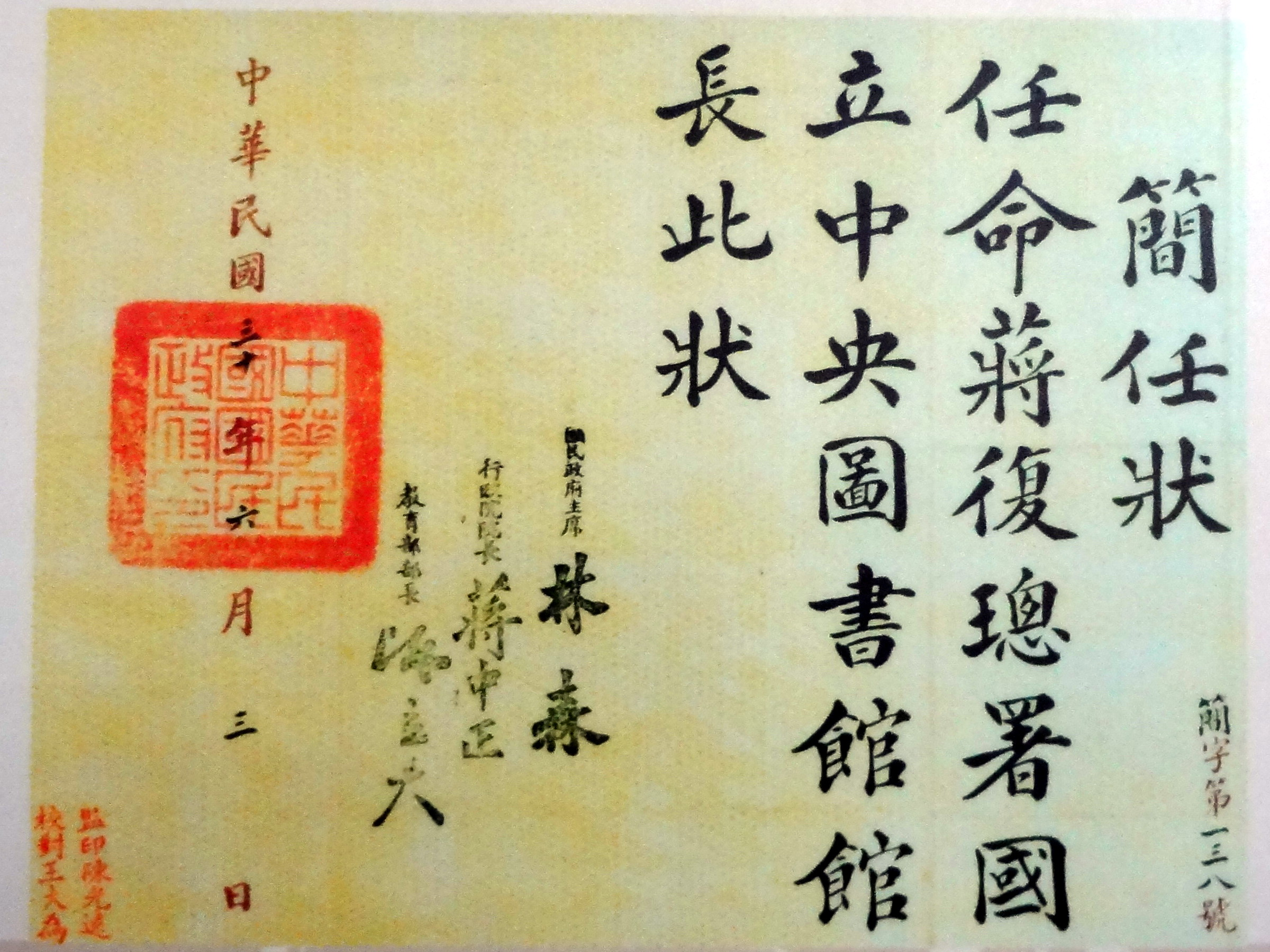
中華民國國民政府簡任狀，任命蔣復璁擔任國立中央圖書館館長

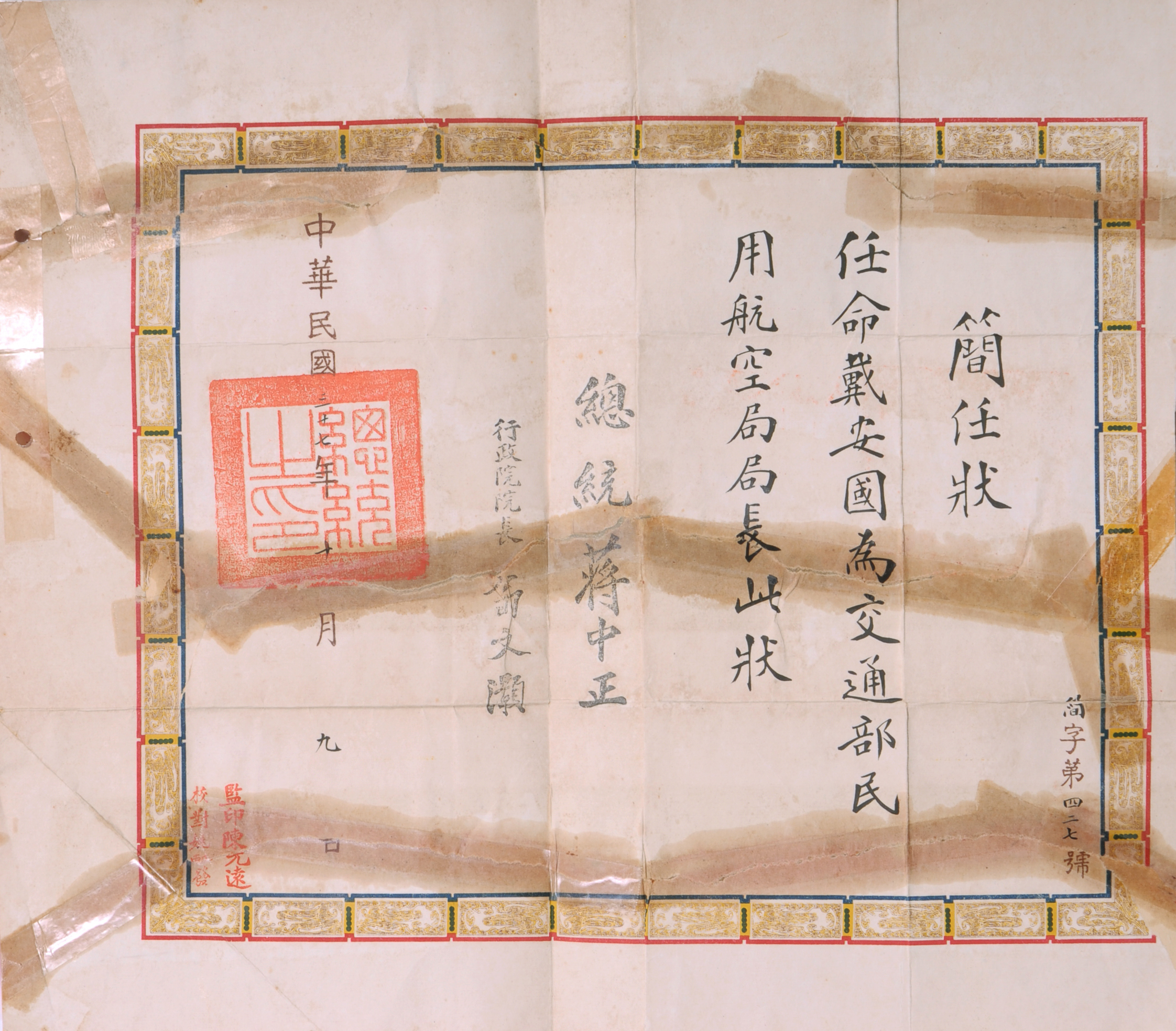
中華民國總統蔣中正簡任狀，任命戴安國擔任交通部民用航空局局長

簡任，現為中華民國政府文官編制之一，為公務人員官等，分為第十至十四職等，官等在特任之下、薦任之上，是文官的第二級官階；事務官最高職等為簡任第十四職等。

## 起源
「簡任」名稱源自漢代選任官員的用語。《後漢書·卷二十九》記載東漢光武帝時尚書令申屠剛生平：「剛每輒極諫，又數言皇太子宜時就東宮，簡任賢保，以成其德。帝並不納。」
「簡」通「揀」，即揀選之意。「簡任」就是擇優任用的意思。

### 北洋政府时期
1912年10月16日北洋政府颁布的《中央行政官官等法》和《中央行政官官俸法》规定，特任官以下文官分九等；其中第一、第二等为简任官，由中华民国大总统就合格人员中简任，包括国务院直辖各局局长和各部次长。

### 南京国民政府时期
依据1929年南京国民政府颁布的《公务员任用条例》及1933年颁布的《公务员任用法》，简任官共分8级，由国民政府主席选拔并予任命。1933年9月23日公布执行的《暂行文官官等官俸表》规定，简任各级俸别为法幣680、640、600、560、520、490、460、430元。
简任1级包括：中央各部次长、各委员会的副委员长、中央政府所属各局局长、各省政府主席。
其余简任官有：
- 省政府委员、各省的厅局长、省府秘书长、行政督察专员、行政院院辖市市长、驻外公使、总领事等。
- 国立大学校长铨叙级次自简任五级至一级，省市立大学校长铨叙级次自简任七级至二级。[2]

## 正式稱法
- 服務機關+官等（簡任）+第n職等+職稱。
例：內政部國土管理署簡任第十職等專門委員、外交部簡任第十四職等常務次長。

## 官職對照

### 政務官
1. 比照簡任第14職等：總統府（簡任）副秘書長、國家安全會議副秘書長、中央研究院副院長、行政院政務副秘書長、部政務次長、委員會政務副主任委員、中央二級獨立機關（例：中央選舉委員會）副主任委員、國家運輸安全調查委員會主任委員、中央銀行副總裁、行政院人事行政總處政務副人事長、行政院主計總處政務副主計長、國立故宮博物院政務副院長、公務人員保障暨培訓委員會政務副主任委員、直轄市副市長等
2. 比照簡任第13職等：衛生福利部中央健康保險署署長、獨立機關（例：國家通訊傳播委員會）委員、國家運輸安全調查委員會副主任委員、公務人員保障暨培訓委員會專任委員、縣（市）副縣（市）長、直轄市政府局（處）長、直轄市政府委員會主任委員等
3. 比照簡任第12職等：不當黨產處理委員會副主任委員、國家運輸安全調查委員會委員、縣（市）政府一級單位主管及所屬一級機關首長列政務職等。

### 事務官
（職務職等跨列者以最高職等計）
1. 列簡任14職等
  1. 中央：五院（常務）副秘書長、總統府局長、國家安全會議秘書處處長、國史館副館長、行政院人事行政總處常務副人事長、行政院主計總處常務副主計長、國立故宮博物院常務副院長、立法院顧問、審計部副審計長、公務人員保障暨培訓委員會常務副主委、部常務次長、委員會常務副主委、法務部調查局局長、法務部廉政署署長、法務部司法官學院院長、教育部青年發展署署長、內政部警政署署長[3]、國立大學校長[4]等
  2. 地方：直轄市政府秘書長、直轄市議會秘書長
2. 列簡任13職等
  1. 中央：總統府副局長、總統府公共事務室主任、公使、副常任代表、立法院會計處會計長、立法院參事、立法院處長、（一般中央三級機關）署／局長、司法院廳長、最高法院書記官長、最高行政法院書記官長、最高檢察署書記官長、懲戒法院書記官長、國立獨立學院校長[5]、國立大學附設醫院院長[6]、國立大學副校長[6]
  2. 地方：直轄市政府副秘書長、直轄市議會副秘書長、縣（市）政府秘書長
3. 列簡任12職等
  1. 中央：部會主任秘書、司／處長、副署（局）長、國立專科學校校長[7]、國立大學總務長等行政單位主管[8]、國立大學各學院院長或學系主任暨研究所所長[8]、總領事、國史館臺灣文獻館館長、總工程司、技監、參事
  2. 地方：縣（市）議會秘書長、技監、顧問、參事
4. 列簡任11職等
  1. 中央：部會副司（處）長、署（局）主任秘書、高等法院及其分院書記官長、高等檢察署及其檢察分署書記官長、高等行政法院書記官長、署（局）組長、副總領事、副總工程司、（中央四級機關）分署／分局長（例：勞動部勞動力發展署北基宜花金馬分署分署長）、（簡任）技正、（簡任）秘書、專門委員等
  2. 地方：直轄市政府副局（處）長、直轄市政府所屬二級機關（例：臺北市商業處）首長、縣（市）政府一級機關單位首長／主管、參議等
5. 列簡任10職等
  1. 中央：署（局）室主任、署（局）副組長、分署（局）副分署（局）長、地方法院及其分院書記官長、地方檢察署及其檢察分署書記官長、領事館領事、一等秘書、（簡任）技正、（簡任）秘書、（簡任）正工程司、國立高級中等學校校長[9]等
  2. 地方：直轄市政府局（處）主任秘書、縣市政府一級機關副首長、專門委員、縣轄市副市長、區長、公立高級中等學校校長等。

## 外部連結
- 政府入口網 （页面存档备份，存于）（繁體中文）（英文）

## 註解
1. ↑  1933年9月23日公布执行的《暂行文官官等官俸表》，来源：《司法院公报》1933年第91期。
2. ↑  朱洪涛：“民国大学校长的薪俸标准”，来源：《随笔》2021年第7期。
3. ↑  註：警政署署長職務列警監（特階），亦相當於簡任（14職等）事務官職務。
4. ↑  註：教師不列職等，惟在大學兼任校長等行政職務者兼具公務員身分，並得領取相當於簡任第14職等之主管加給。
5. ↑  註：教師不列職等，惟在獨立學院兼任校長等行政職務者具公務員身分，並領取相當於簡任第13職等之主管加給。
6. 1 2  註：具公務員身分，領取相當於簡任第13職等之主管加給。
7. ↑  註：教師不列職等，惟在專科學校兼任校長等行政職務者具公務員身分，並領取相當於簡任第12職等之主管加給。
8. 1 2  註：具公務員身分，領取相當於簡任第12職等之主管加給。
9. ↑  註：教師不列職等，惟在高級中等學校兼任校長等行政職務者具公務員身分，並領取相當於簡任第10職等之主管加給。